# 門島考平
門島 考平（かどしま こうへい、旧芸名：加藤陽平、1981年3月17日 - ）は、日本の俳優。千葉県出身。主に、テレビ、舞台、映画など幅広く活躍している。

## 人物
- 血液型：A型
- 身長：170 cm
- 趣味：シェイクスピア研究・映画鑑賞・観劇
- 特技：殺陣・アクション・野球・バスケットボール・形態模写

## 出演

### テレビドラマ
- 月曜ミステリー劇場 示談交渉人甚内たま子裏ファイル （2001年6月18日、TBS）[2]
- 世直し公務員 ザ・公証人2（2003年3月10日、TBS）[2]
- 土曜ワイド劇場25周年記念 ひまわり〜桶川女子大生ストーカー殺人事件〜 （2003年12月13日、テレビ朝日）[2]
- 女と愛とミステリー 捜査一課長・神崎省吾 椿の入れ墨をした女 （2004年8月8日、テレビ東京）[2] - 種田 役
- Deep Love 〜 アユの物語 （2004年10月1日 - 12月24日、テレビ東京）[2]
- 刑事部屋〜六本木おかしな捜査班〜 第7話（2005年8月31日、テレビ朝日）[2] - 竜崎靖 役
- 1ポンドの福音 （2008年1月12日 - 3月8日、日本テレビ）[2] - ボクサー 役
- ハンチョウ6 〜警視庁安積班〜 第5話 （2013年2月11日、TBS）[2]
- SPEC〜零〜 （2013年10月23日、TBS）[2] - カップル（男）役
- 花咲舞が黙ってない 第3シリーズ 第8話 （2024年6月1日、日本テレビ） - 佐々木 役

### 配信ドラマ
- Sick's 覇乃抄 （2019年、Paravi）[2]

### 舞台
- タイプス公演「マクベス」（2002年、ウィリアム・シェイクスピア 原作 新本一馬 演出 青山円形劇場） - 小シーワード 役[2]
- タイプス公演「Knockin on Heaven's Door」（2003年、新本一馬 演出 青山円形劇場） - カメラマン カカト 役[2]
- 「一幕劇集」 （2005年、モルナール原作 守輪咲良 演出 目黒楽屋）[2]
- シアターX提携公演「いさかい」（2005年、リヴォー 原作 守輪咲良 演出 シアターX）[2]
- 「夏の夜の夢」 （2008年、倉田淳 脚本・演出）[2]
- チェーホフ短編集「男と女のいる風景」（2008年）[2]
- 「めし屋」（2009年、 藤原稔三 作・演出 武蔵野芸能ホール） - 清水こうじ 役[2]
- 体験忍者型活劇「サスケ」（2009年 - ） - 服部半蔵 役[2]
- 「空の裏側」 （2011年、藤原稔三　作・演出 武蔵野芸能劇場） - 津村良男 役[2]

### 映画
- 世界はときどき美しい（2007年、御法川修 監督）[2]
- 大奥（2010年、金子文紀 監督）[2]
- 男女逆転～大奥（2010年、金子文紀 監督） - お中臈 役[2]
- 幕末奇譚 SHINSEN5（2013年、中島良 監督）[2]
- 俺たちの明日（2014年、中島良 監督）[2]
- 空の裏側（2015年、藤原稔三 監督） - 津村良男 役[2]

### Vシネマ
- 実録・暴走族シリーズ ブラックエンペラー爆走伝説 下北沢総本部（2006年） - ミッペイ 役[2]
- 修羅を征く獅子1、2（2011年）[2]
- 狼の流儀1、2（2012年）[2]

### ラジオ
- 水元秀二郎のやるときゃやるぜ!イタズラパラダイス（2011年4月 - 2012年3月） - レギュラーパーソナリティー[2]

### CM
- 日産モコ[2]
- レオパレス21[2]
- ロッテ・グリーンガム[2]

### 雑誌
- 「Ray」[2]
- 「JJ」[2]
- 「Smart」[2]
- 「Head」他 [2]